# Station Frénouville-Cagny
Station Frénouville-Cagny is een spoorweghalte in de Franse gemeente Frénouville. Zij wordt bediend door treinen van het netwerk Nomad Train op het traject Caen - Lisieux.